# Teorema de Tellegen
El teorema de Tellegen es uno de los teoremas más poderosos usado en análisis de circuitos. Muchos de los teoremas de distribución de energía y de los principios del análisis de redes pueden derivarse de él. Fue publicado en 1952 por Bernard Tellegen.  Básicamente, el teorema le da una relación simple a las magnitudes que satisfacen las leyes de Kirchhoff de la teoría de circuitos eléctricos.
El teorema de Tellegen se puede aplicar a una gran multitud de sistemas de redes. Las suposiciones básicas de los sistemas son la conservación del flujo de muchas cantidades (Ley de corriente de Kirchhoff, LCK) y el conjunto de potenciales en los nodos de una red (Ley de tensiones de Kirchhoff, LVK). El teorema de Tellegen nos brinda una herramienta útil en el análisis de sistemas complejos de redes como los circuitos eléctricos, redes metabólicas y biológicas, redes de ductos y redes de procesos químicos.

## El teorema
Tiene una gran cantidad de aplicaciones, que van desde circuitos con elementos activos y pasivos, lineales y no lineales, y fuentes que varíen con el tiempo. La gran generalidad del teorema se deriva del hecho de que la única condición para aplicarse es que se cumpla con las dos leyes de Kirchhoff.  Si se considera la convención de signo pasivo (la corriente se dirige del terminal positivo al negativo), siendo {\displaystyle v_{k}(t)} e {\displaystyle i_{k}(t)}, las tensiones y corrientes instantáneas respectívamente, el teorema de Tellegen establece que:
{\displaystyle \sum _{k=1}^{r}v_{k}(t).i_{k}(t)=0}
Dado que el producto de la tensión por la corriente instantánea representa la potencia instantánea, el teorema de Tellegen representa la conservación de la potencia en un circuito, es decir que la suma de las potencias suministradas por las fuentes equivale a las potencias absorbidas por las resistencias.